# Floreal (José Pinazo Martínez)
Floreal es un óleo del pintor valenciano José Pinazo es una obra pictórica que data de 1915. Floreal es en el calendario republicano francés el segundo mes de primavera, dura del 20 o 21 de abril al 20 o 21 de mayo y se corresponde con el periodo de floración.

## Localización
Actualmente este cuadro se encuentra en el Museo de Bellas Artes de Valencia, aunque procede del Depósito del Museo Nacional del Prado. Sin embargo, se pintó en el estudio de Pinazo en Godella, llamado “Poblet”. Fue adquirido al autor por el Museo de Arte Moderno y en 1971 fue trasladado al Museo Nacional Centro de Arte Reina Sofía, donde estuvo hasta 2016.

## Análisis formal
Sus medidas son de 160 x 187 cm. La técnica empleada es óleo sobre lienzo. Respecto al estilo, la obra se puede considerar costumbrista, un estilo que Pinazo desarrolló especialmente a inicios del siglo XX, pero Floreal se aleja de las escenas de género tradicionales al idealizar la realidad. Además, aparece en el cuadro otro género que Pinazo desarrolló durante toda su carrera, el bodegón, en las ofrendas y especialmente en la cesta que carga la mujer central.
La composición del cuadro es circular. Esta forma la crean las diferentes alturas de los personajes y sus ofrendas, ocupando prácticamente la totalidad del lienzo. La perspectiva es lineal, las muchachas se superponen, distinguiéndose varios planos, y se divisa al fondo del cuadro un paisaje de nubes y naturaleza que también aporta profundidad y sitúa la escena en el campo valenciano, como es propio de Pinazo en este estilo costumbrista valenciano. Además, la pincelada de Pinazo es prieta, delimitando claramente los contornos y aportando volumen a las figuras. La luz es natural y cálida y procede del extremo izquierdo del cuadro, proyectando sombras, por ejemplo, sobre la falda de la mujer que carga la cesta y sobre la última muchacha a la derecha de la composición mediante la técnica del claroscuro. En cuánto al color, Pinazo emplea tonos brillantes, intensos y cálidos que se aprecian en especial en los rostros. Sin embargo para retratar a la niña pequeña utiliza tonos fríos, creando un contraste con el resto del grupo

## Aproximación al significado
El cuadro muestra seis personas, un hombre, cuatro mujeres y una niña, vestidos de forma ornamentada y cargando con flores y frutos. El grupo camina con una actitud calmada y expresiones alegres, especialmente el hombre y la mujer centrales, que se sonríen mutuamente. En el fondo se divisa un paisaje rural.
En el cuadro reconocemos a su mujer Magdalena Mitjans, la mujer central, su hija María Teresa, la niña que aparece en primer plano, y su amigo Emilio Marco. Respecto a las otras mujeres, las podemos identificar como tres jóvenes de Godella que frecuentaban la casa de los Pinazo. Como ya se ha mencionado, Pinazo pintó este cuadro en su estudio en Godella. 
Existen varias teorías sobre el grupo, pero la más aceptada es que se dirigen a una ofrenda a algún santo, seguramente relacionado con la llegada de la primavera. Esto se puede deducir por el tipo de ofrendas que cargan, flores y frutos asociados a esta estación y a la belleza y abundancia, pero también nos lo indica el propio título que el autor otorga a la obra, como se ha mencionado antes. El aspecto simbólico fue destacado por el E. Vaquer, en las páginas de La Época: “(...)Floreal es cuadro pagano: es ofrenda a Pomona y a Flora, las diosas eternas de la renovación y la vida, y también es el amor cálido e impetuoso, simbolizado en la pareja central, que se contempla extasiada con mal contenida pasión”.
El contexto histórico es especialmente relevante en la comprensión de este cuadro. Floreal se pintó en 1915, en un momento de gran auge regionalista en el País Valenciano. En 1909 se había celebrado en Valencia la exposición regional valenciana y la identidad valenciana cada vez estaba más establecida. La práctica totalidad de los elementos que hoy en día consideramos que son característicamente valencianos se codifican en la cronología de finales del siglo XIX y principios del XX y ya estaban disponibles y aparece una tendencia “regionalista” que se refleja claramente en la obra. Esta pintura resalta los aspectos más bellos de la cultura valenciana, en especial en zonas rurales, y evita los aspectos más duros de la vida de su población. Las mujeres bellas, la indumentaria valenciana tradicional y las abundantes ofrendas son la representación del valencianismo idealizado. En especial llaman la atención las sedas y los brocados, muy elaborados y lujosos, poco propios de las mujeres rurales valencianas, y la mujer en el centro, que sostiene una pesada cesta delicadamente y apenas con la punta de los dedos